# Wilhelm Good
Franz Claude Wilhelm Good (* 1. November 1830 in Mels; † 7. Dezember 1897 in Luzern) war ein Schweizer Unternehmer und Politiker.

## Leben

### Familie
Wilhelm Good entstammte der Beamten- und Richterfamilie Good und war der Sohn des Juristen und Politikers Franz Anton Good und dessen Ehefrau Babette (geb. Perret). Seine Schwester Anna Barbara "Amalie" war mit dem katholisch-konservativen Publizisten Josef Gmür (1821–1882) verheiratet.
Er heiratete am 24. Juni 1871 Maria Magdalena Johanna (* 10. Februar 1846 in Freiburg; † 27. November 1906), die Tochter von Jean-Baptiste de Gottrau (1814–1862), Rentiers und Geometer des Kantons St. Gallen aus Pensier, verheiratet; gemeinsam hatten sie zwei Söhne und zwei Töchter. Durch die Hochzeit in die Patrizierfamilie de Gottrau erhielt er verwandtschaftliche Beziehungen zur Aristokratie fast aller katholischen Kantone.
Aufgrund seines gesundheitlichen Zustandes wurde er im April 1891 in der Privatklinik von Theodor Kocher operiert.
Er verstarb während einer Reise in Luzern.

### Werdegang
Wilhelm Good besuchte das Gymnasium der alten Kantonsschule (siehe Flade (Schule)) in St. Gallen sowie die Merkantilabteilung der Stadtschule St. Gallen und absolvierte eine kaufmännische Ausbildung in St. Gallen und Neuenburg. Mit seinem Onkel, dem Nationalrat Josef Guldin, gründete er 1860 eine Baumwollweberei in Mels. Nach dem Verkauf seiner Anteile lebte er als Rentier und übernahm öffentliche Ämter.
In der Schweizer Armee wurde er 1858 zum Unterleutnant, 1861 zum Oberleutnant, 1864 zum Hauptmann, 1868 zum Major befördert und war 1870 Kriegskommissar. 1871 erfolgte seine Beförderung zum Oberstleutnant und er wurde im selben Jahr, gemeinsam mit Oberst Joachim Feiss (1831–1895), nach Frankreich abgeordnet, um das Verpflegungswesen der französischen Armee und der deutschen Okkupationstruppen (siehe Deutsch-Französischer Krieg) zu studieren; ihr gemeinsamer Bericht hierzu wurde 1872 publiziert. 1886 wurde er aus dem Wehrdienst entlassen.
Nach der Internierung der Bourbakiarmee (siehe Armée de l’Est) war er als Oberstleutnant Chef des Abrechnungsbüros mit Frankreich.

### Politisches und gesellschaftliches Wirken
Wilhelm Good war ultramontan und der Vertreter eines gemässigten Zentralismus vor allem in Fragen des Verkehrs-, Rechts- und Versicherungswesens und er galt als Experte für Eisenbahnfragen.
In seiner Gemeinde Mels war er als Kirchen- und Schulrat sowie als Gemeinderat tätig.
Von 1873 bis 1891 war er St. Galler Grossrat sowie vom 2. Dezember 1878 bis zu seinem Tod katholisch-konservativer Nationalrat; sein Nachfolger im Nationalrat wurde Ferdinand Hidber. Im Grossen Rat gehörte er der staatswirtschaftlichen Kommission an und unterstützte 1877 den Strassenbau nach Vasön. 1878 wurde er im Grossen Rat in die Budgetkommission bestellt. Er gehörte auch dem Verfassungsrat des Kantons St. Gallen an.
Er war von 1876 bis zu seinem Rücktritt aus gesundheitlichen Gründen 1891 Bezirksammann des Bezirks Sargans und darauf von 1892 bis 1897 Bezirksgerichtspräsident; in dieser Zeit wurde er 1876 im Katholischen Kollegium in den Administrationsrat gewählt. 1877 trat er als Administrationsrat zurück; sein Nachfolger wurde Josef Guldin.

## Mitgliedschaften
Wilhelm Good war Mitglied im katholischen Männerverein Sargans.

## Schriften (Auswahl)
- Joachim Feiss; Wilhelm Good: Bericht über eine militärische Mission zu der deutschen Occupations-Armee in Frankreich. Bern, 1872 (Digitalisat).